# Goryphus gossypi
Goryphus gossypi är en stekelart som beskrevs av Sathe och Dawale 1997. Goryphus gossypi ingår i släktet Goryphus och familjen brokparasitsteklar. Inga underarter finns listade i Catalogue of Life.